# 페트로넬라 바커
페트로넬라 바커(Petronella Barker, 1965년 10월 29일 ~ )는 노르웨이의 배우이다.
콜체스터에서 태어났다.

## 영화
- 스톡홀름의 마지막 연인 (2016년)
- 언더독 (2014년)
- 빅토리아 (2013년)
- 하와이, 오슬로 (2004년)
- 위험한 바다 (1995년)